# Carmen Rendiles Martínez
Carmen Elena Rendiles Martínez (Caracas, 11 de agosto de 1903 - 9 de mayo de 1977) fue una  importante religiosa venezolana, conocida por ser fundadora de la Congregación de Siervas de Jesús de Venezuela.
Desde el día 16 de junio de 2018, Madre Carmen ostenta el título de beata otorgado por la Iglesia católica, por un milagro ocurrido en 2003 que se le atribuye. Es la tercera beata venezolana después de la Madre María de San José y la Madre Candelaria de San José. El 31 de marzo de 2025 el papa Francisco ordenó su canonización. El 13 de junio siguiente la fecha de su canonización fue fijada para el 19 de octubre de 2025.

## Historia

### Primeros años
Nació en Caracas el 11 de agosto de 1903. Fue la tercera hija de un matrimonio constituido por Ramiro Rendiles y Ana Antonia Martínez. El 24 de septiembre de ese mismo año fue bautizada en la Basílica de Santa Teresa en Caracas con el Nombre de Carmen Elena. El 19 de marzo de 1911 hizo su primera comunión.
Madre Carmen se crio en un hogar profundamente cristiano, donde se bendecía la mesa en las tres comidas del día, se rezaba el rosario por la tarde y se acudía a misa los domingos. De allí proviene gran parte de su devoción hacia la religión Católica, especialmente en la importancia de la Eucaristía.
Realizó sus primeros estudios en el colegio San José de Tarbes. A los 18 años asistió a una escuela común de arte y dibujo, actividad que a Madre Carmen le llamaba la atención, pero tuvo que abandonarla para seguir su camino de religiosa.

### Vida religiosa
Desde temprana edad, la madre Carmen Rendiles Martínez expresó su inquietud por la vida religiosa, pero su condición física (nació sin el brazo izquierdo) fue motivo de rechazo en algunas congregaciones dado que para la época tener alguna discapacidad física era un estigma que podría representar un gran impedimento. Sin embargo, el 25 de febrero de 1927, ingresó en la Congregación Siervas de Jesús en el Santísimo Sacramento de origen francés en Venezuela.
Más adelante se trasladó a Francia y unos años más tarde, en 1935, tras demostrar sus cualidades, fue nombrada maestra de novicias. En ese momento regresó a la ciudad de Caracas, donde se encargó de la formación de las aspirantes y novicias hasta el año 1943.
Durante la década de los 40 y principios de los 50, pasó a desempeñar diferentes posiciones dentro de la congregación venezolana de las Hermanas Siervas de Jesús en el Santísimo Sacramento hasta que en 1951 fue nombrada Superiora Provincial. Durante su ejercicio en este cargo, fundó una casa en la ciudad de San Cristóbal (Venezuela), estado Táchira, que funcionaría como colegio. Las hermanas comienzan a trabajar en el Seminario Diocesano de San Cristóbal; inician sus labores en Cúcuta; atendieron el Palacio Arzobispal y la Catedral de Caracas; fundan el Colegio Belén de Caracas y el Colegio Nuestra Señora del Rosario en La Punta, estado Mérida; en 1959, la madre Carmen donó a la Congregación su casa paterna ubicada en la prestigiosa urbanización El Paraíso de Caracas, donde se creó un colegio dedicado a la educación de niñas de escasos recursos.
En 1965 se constituyó una nueva congregación en Venezuela con el mismo nombre pero independiente de las siervas de Jesús francesas y con la Madre Carmen como madre general. En esa etapa fundó varios colegios y casas junto a sus hermanas de congregación, entre ellos el colegio Santa Ana de Caracas.
El 9 de mayo de 1977 la Madre Carmen fallece a causa de una  gripe.  Sus exequias se celebraron el 10 de mayo de 1977 en la Capilla de la Casa General de la Congregación de Luneta a Caja de Agua, Altagracia, Caracas.  Fue sepultada en la capilla del Colegio Belén en Caracas.

## Beatificación
El 9 de marzo de 1995 se abre el proceso para la canonización de la Madre Carmen ante las autoridades eclesiásticas. El 5 de julio de 2013, el papa Francisco reconoció las “virtudes heroicas” de María Carmen Rendiles Martínez, otorgándole el título de venerable. Este es el primer paso hacia su posible santidad, según el procedimiento católico de canonización.
En febrero de 2014 se inició una etapa diocesana de investigación de un presunto milagro atribuido a la Madre Carmen. Esta fase de la investigación concluyó el 18 de septiembre de 2014 con una sesión solemne del tribunal diocesano, que fue oficiada en Caracas por el cardenal Jorge Urosa Savino. En dicha sesión se reconocieron y sellaron los fascículos que se entregaron al Vaticano para su estudio.

El 19 de diciembre de 2017 el papa Francisco publicó el decreto por el cual se aprueba la próxima beatificación de la venezolana, Madre Carmen Rendiles Martínez, fundadora de la congregación religiosa Siervas de Jesús. En rueda de prensa convocada en Caracas, Venezuela, el Arzobispo y Cardenal Jorge Urosa Savino, expresó: 
Es una inmensa alegría para toda la Iglesia Católica de Venezuela y muy especialmente para la Arquidiócesis de Caracas. 
Detalló que en efecto, el 21 de noviembre de ese mismo año fue aprobado un milagro presentado ante la Congregación para las Causas de los Santos, por lo cual sería beatificada en el transcurso del año. Posteriormente, se conoció que la fecha para la beatificación de Madre Carmen sería el 16 de junio de ese mismo año.
Luego de dos décadas de iniciado el proceso de beatificación, el Papa Francisco aprobó el 18 de diciembre de 2017 el decreto que reconoce el milagro atribuido a la venerable madre Carmen Rendiles, quien se convierte en la tercera religiosa beata y primera de origen caraqueño en la historia de la Iglesia Católica venezolana.
La decisión de la Santa Sede se tomó una vez que se cumplieron con todos los requerimientos de la fase romana que comenzó en 2015. Durante esta etapa, teólogos y cardenales atribuyeron a causas inexplicables para la ciencia la curación del brazo de la médica cirujana Trinette Durán de Branger, quien había recibido una descarga eléctrica que afectó la movilidad de su brazo derecho, recuperándola el 18 de julio de 2003 luego de pedir la intercesión de Madre Carmen para su curación.

## Proceso de canonización
El pasado 31 de marzo de 2025, el papa Francisco autorizó al Dicasterio para las Causas de los Santos, promulgar el decreto relativo al milagro de la beata Madre Carmen Rendiles. Este anuncio constituye la aprobación de la canonización de la beata caraqueña, tras comprobar un segundo milagro de Dios por su intercesión.
El Vaticano informó que el milagro aprobado para ser declarada santa fue una «curación milagrosa» de una mujer a la que en 2015 le fue diagnosticada hidrocefalia triventricular idiopática.
«Habiendo tocado un cuadro de Madre Carmen, traído especialmente por las monjas, la mujer curada experimentó una rápida mejoría en su condición, tanto que el 18 de septiembre comenzó a caminar y a comulgar, expresando el deseo de ir a agradecer a Madre Carmen», detalló la Santa Sede.
El 13 de junio de 2025, en el primer consistorio ordinario público del papa León XIV, se decretó que la Madre Carmen Rendiles sería canonizada el 19 de octubre de 2025 con otros seis beatos. Como dato curioso, será canonizada junto con José Gregorio Hernández, y ambos se convertirán en los primeros santos de Venezuela.